# 선풍기

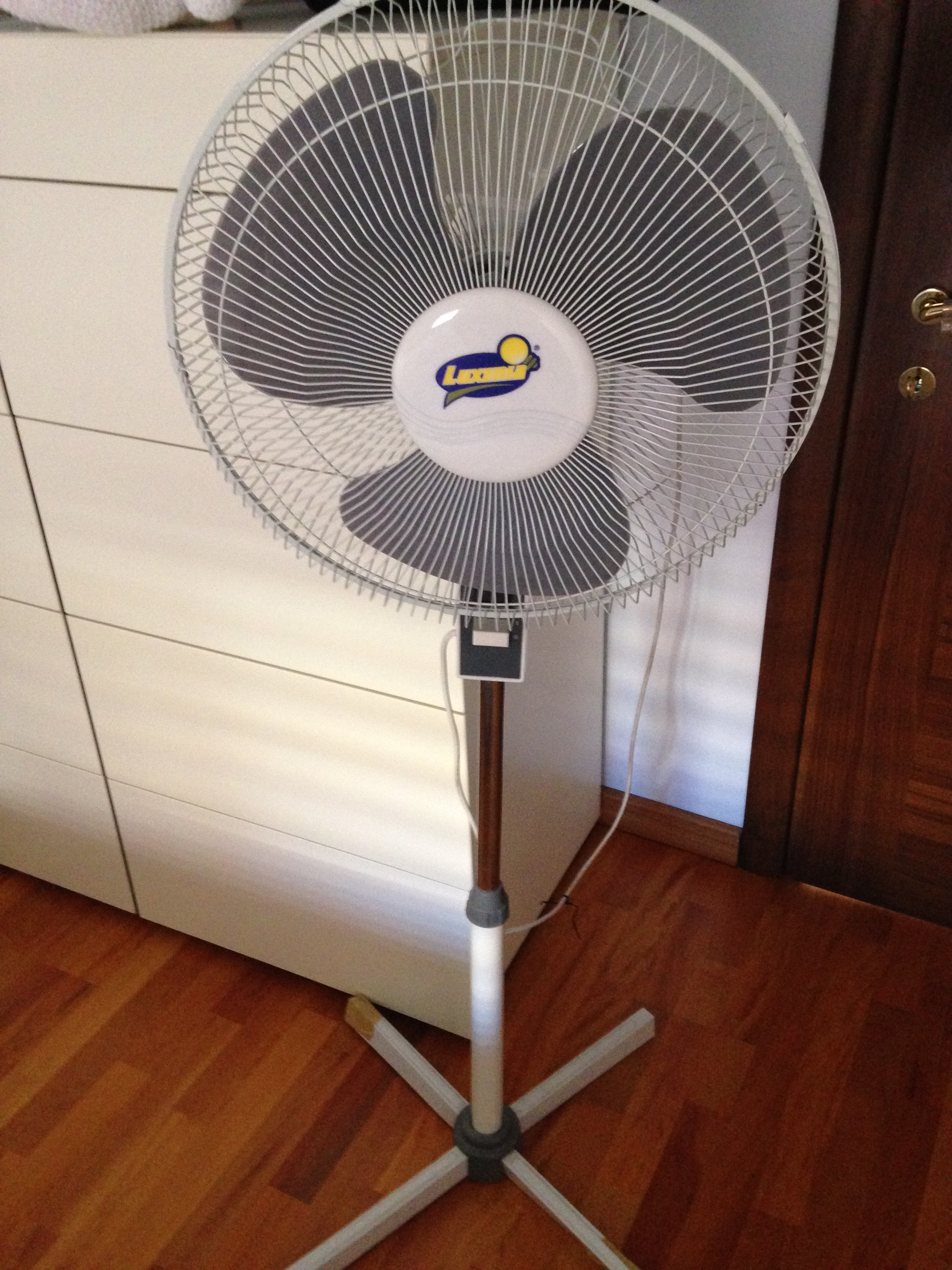
가정용 선풍기

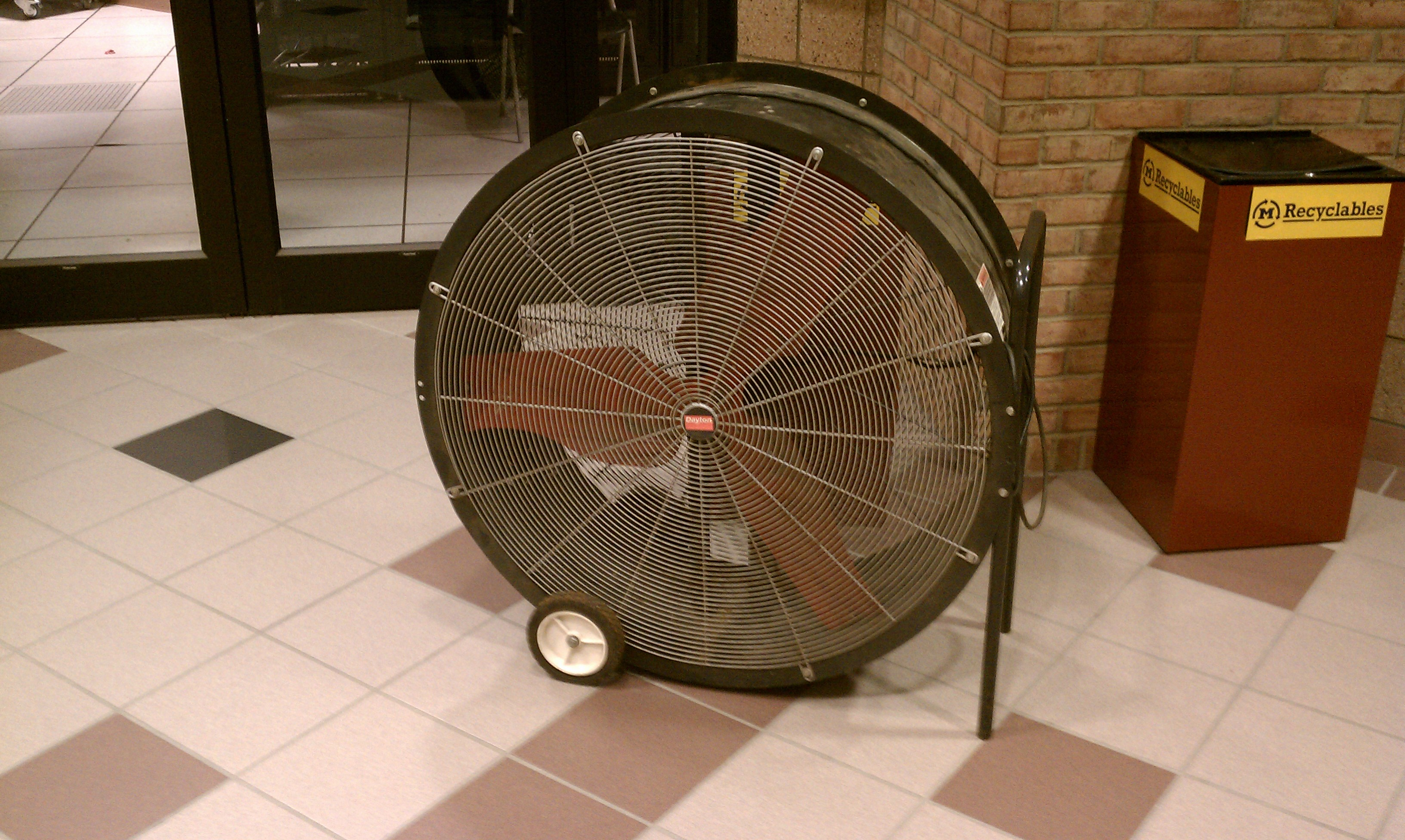
대형 원통형 선풍기

선풍기(扇風機, 영어: electric fan)는 공기의 흐름을 만들어내는 동력 기계이다. 선풍기는 일반적으로 나무, 플라스틱 또는 금속으로 만들어진 회전하는 날개 또는 블레이드로 구성되며, 이들이 공기에 작용한다. 블레이드와 허브의 회전 어셈블리는 임펠러, 로터 또는 러너로 알려져 있다. 일반적으로 이는 일종의 하우징 또는 케이스 안에 포함된다. 이는 공기 흐름을 유도하거나, 물체가 선풍기 블레이드에 닿는 것을 방지하여 안전을 높일 수 있다. 대부분의 선풍기는 전동기로 구동되지만, 유압 모터, 수동 크랭크, 내연기관을 포함한 다른 동력원도 사용될 수 있다.
기계적으로 선풍기는 공기 흐름을 생성하는 데 사용되는 회전하는 날개 또는 날개일 수 있다. 선풍기는 기체 압축기가 비교적 낮은 부피에서 고압을 생성하는 것과 달리, 높은 부피와 낮은 압력(주변 압력보다 높지만)의 공기 흐름을 생성한다. 선풍기 날개는 공기-유체 흐름에 노출될 때 자주 회전하며, 이를 활용하는 장치인 풍속계 및 풍력 터빈은 종종 선풍기와 유사한 디자인을 갖는다.
일반적인 용도로는 온도 조절 및 개인적인 열적 쾌적성(예: 전기 탁상 또는 바닥 선풍기), 차량 엔진 냉각 시스템(예: 라디에이터 앞), 기계 냉각 시스템(예: 컴퓨터 및 앰프 (음향기기) 내부), 환기, 흄 추출, 까부르기(예: 겉겨에서 곡류 분리), 먼지 제거(예: 진공 청소기처럼 흡입), 건조(보통 열원과 함께) 및 화재를 위한 통풍 제공 등이 있다. 일부 선풍기는 산업용 열교환기의 경우 간접적으로 냉각에 사용될 수 있다.
선풍기는 사람을 냉각시키는 데 효과적이지만, 공기를 냉각시키지는 않는다. 대신, 땀의 증발식 냉각과 선풍기에서 나오는 공기 흐름으로 인해 주변 공기로의 대류 열 전달 증가를 통해 작동한다. 따라서 주변 공기가 체온에 가깝고 습도가 높으면 선풍기가 몸을 냉각시키는 데 덜 효과적일 수 있다.

## 역사

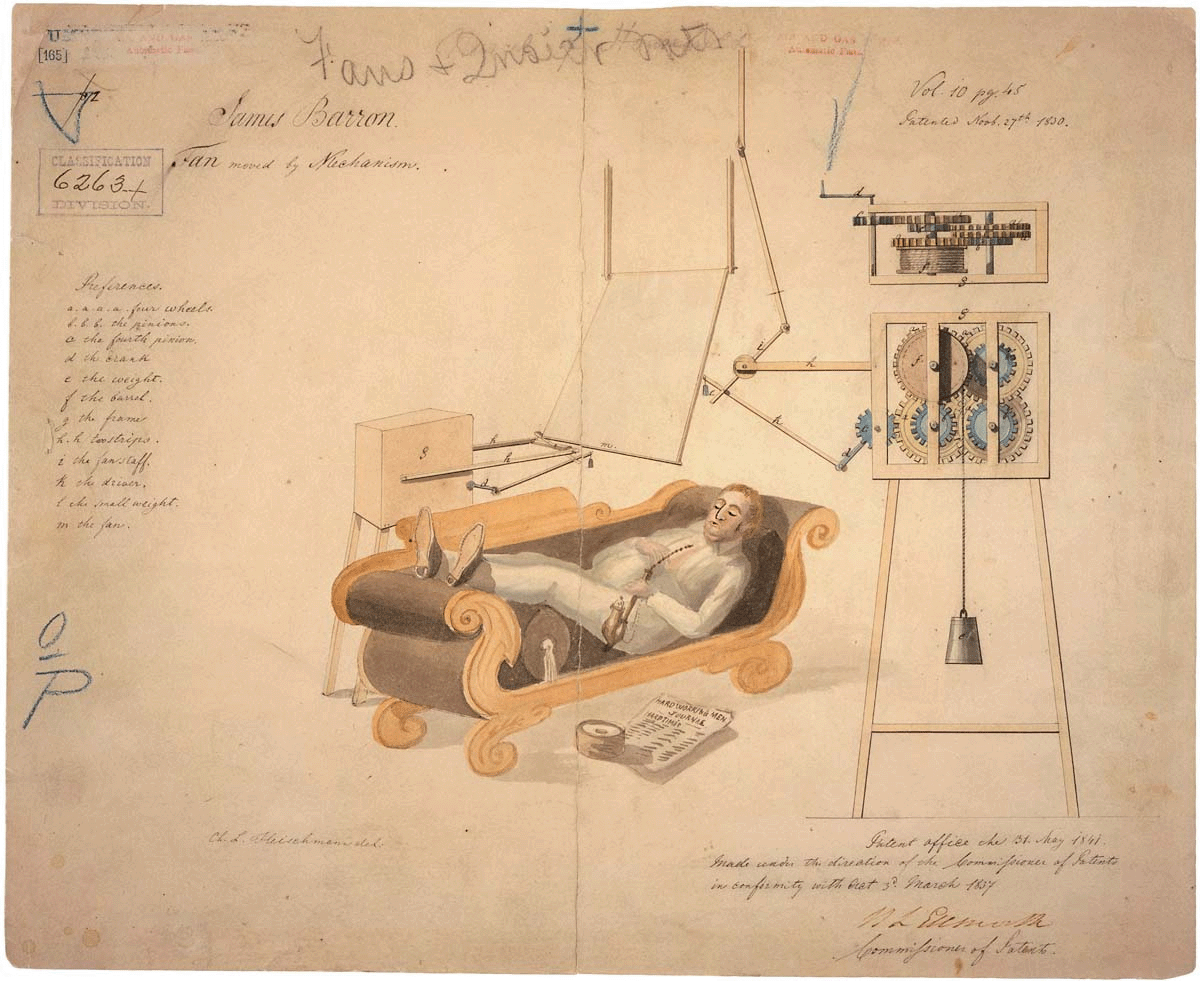
1830년 11월 27일, 기계로 움직이는 선풍기 특허 도면

잎으로 만든 선풍기는 고대 이집트와 인도에서 널리 사용되었다. 고대 인도에서는 대나무 조각이나 다른 식물 섬유로 만든 손 선풍기로, 공기를 움직이기 위해 회전시키거나 부채질할 수 있었다. 영국령 인도 시대에는 이 단어가 앵글로-인도인들 사이에서 천장에 고정되어 푼카왈라라는 하인이 당겨 움직이는 큰 흔들리는 평면 선풍기를 의미하는 데 사용되었다.
공기조화의 목적으로 한나라의 장인이자 공학자였던 딩환 (서기 180년경 활동)은 지름 3m (10피트)에 달하는 7개의 바퀴가 달린 수동식 회전 선풍기를 발명했다. 8세기 당나라 (618–907) 동안 중국인들은 공기조화를 위해 수력을 이용하여 선풍기 바퀴를 회전시켰으며, 회전 선풍기는 송나라 (960–1279) 동안 더욱 흔해졌다.
일본의 헤이안 시대 (794–1185)에는 선풍기가 기계적인 역할뿐만 아니라 사회 계층을 상징하는 역할도 수행했다. 봉건 시대에 사용된 일본 선풍기인 테센은 일반 선풍기 모양으로 숨겨진 위험한 무기였으며, 사무라이가 가타나가 적합하지 않을 때 사용했다.
17세기에는 오토 폰 게리케, 로버트 훅, 로버트 보일을 포함한 과학자들의 실험을 통해 진공과 공기 흐름의 기본 원리가 확립되었다. 영국의 건축가 크리스토퍼 렌 경은 영국 의회 의사당에 공기를 순환시키기 위해 풀무를 사용하는 초기 환기 시스템을 적용했다. 렌의 디자인은 이후 많은 개선과 혁신의 촉매제가 되었다. 유럽에서 처음으로 사용된 회전 선풍기는 16세기 광산 환기를 위한 것이었으며, 게오르크 아그리콜라 (1494–1555)가 이를 설명했다.
영국 엔지니어 존 데사굴리에는 1727년에 탄광의 정체된 공기를 배출하는 선풍기 시스템의 성공적인 사용을 시연했다. 질식 방지를 위해 탄광의 환기는 필수적이었으며, 곧이어 그는 의회에도 유사한 장치를 설치했다. 토목 기술자 존 스미턴과 그 후 존 버들은 북잉글랜드의 광산에 왕복 공기 펌프를 설치했지만, 기계가 고장나기 쉬웠다.

### 증기
1849년 윌리엄 브런턴이 설계한 6m 반경의 증기 구동 선풍기가 사우스웨일스의 겔리 게어 콜리어리에서 작동하기 시작했다. 이 모델은 1851년 1851년 만국 박람회에 전시되었다. 또한 1851년 스코틀랜드 의사 데이비드 보스웰 레이드는 리버풀의 세인트 조지 병원 천장에 4개의 증기 구동 선풍기를 설치하여 선풍기가 만들어내는 압력이 유입되는 공기를 위로 향하게 하고 천장의 통풍구를 통해 나가게 했다. 기술 개선은 제임스 네이스미스, 프랑스인 테오필 기발, J. R. 워들 등에 의해 이루어졌다.

### 전기

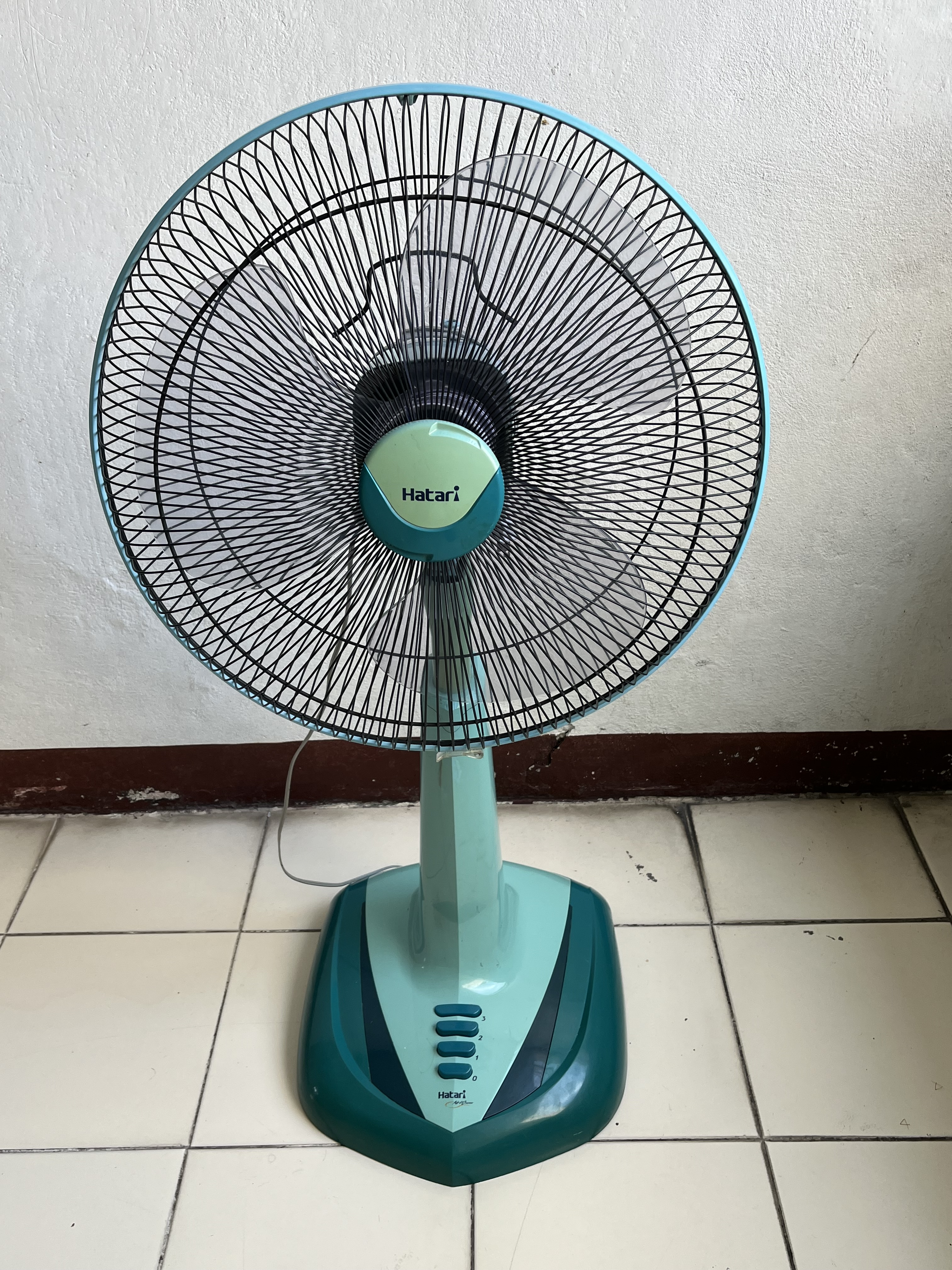
태국의 전기 선풍기

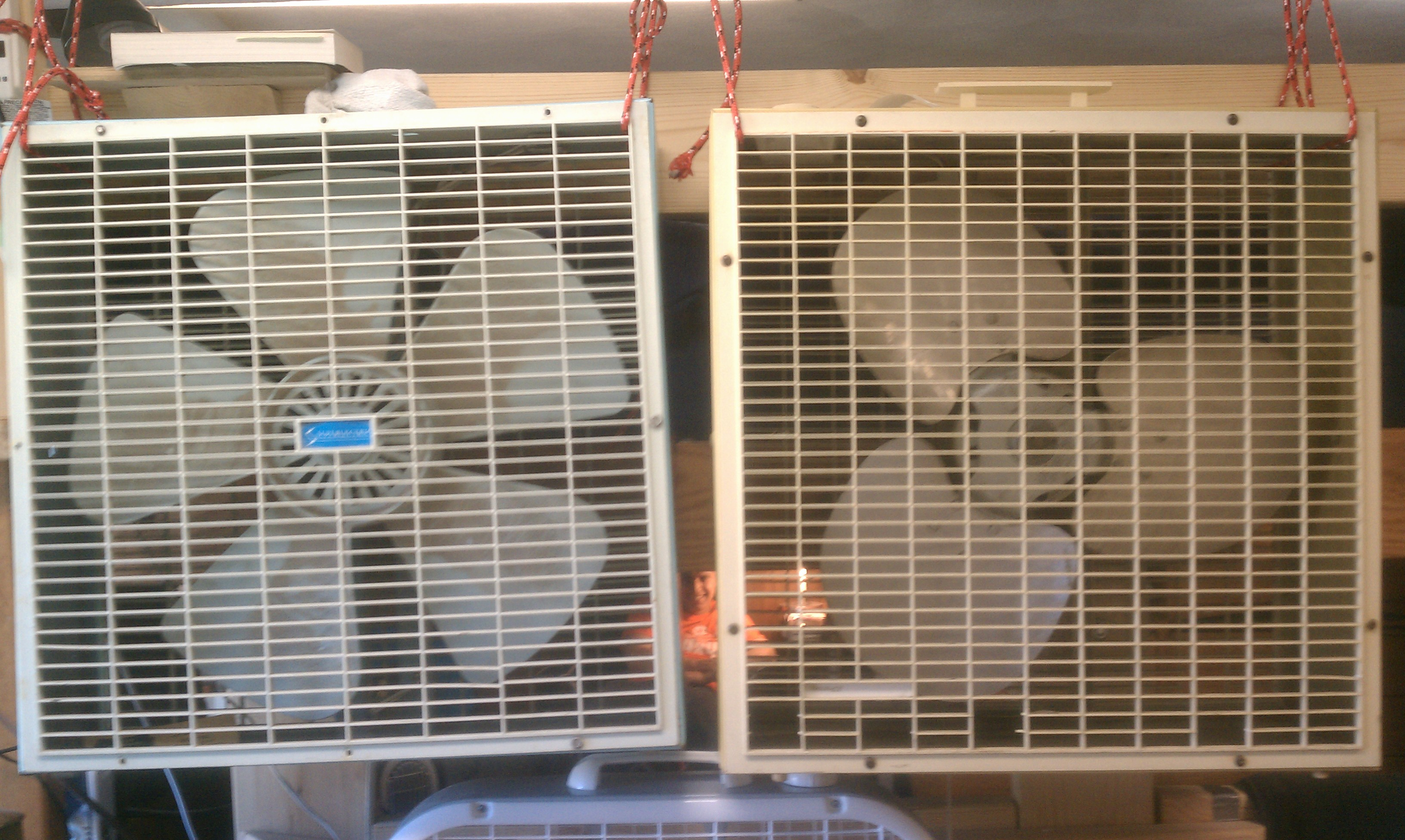
두 개의 박스 선풍기

1882년에서 1886년 사이에 쉴러 휠러는 전기로 작동하는 선풍기를 발명했다. 이는 미국 회사인 크로커 & 커티스 전기 모터 회사에 의해 상업적으로 판매되었다. 1885년 뉴욕의 스타우트, 메도크래프트 & 코(Stout, Meadowcraft & Co.)에서 탁상용 직결식 전기 선풍기가 상업적으로 출시되었다.
1882년, 필립 딜은 세계 최초의 전기 천장 선풍기를 개발했다. 이 격렬한 혁신 기간 동안, 20세기 전환기에는 알코올, 기름 또는 등유로 구동되는 선풍기가 흔했다.
1909년, 일본의 KDK는 가정용 대량 생산 전기 선풍기 발명을 개척했다. 1920년대에는 산업 발전으로 강철 선풍기가 다양한 형태로 대량 생산될 수 있게 되어 선풍기 가격이 하락하고 더 많은 주택 소유자가 이를 감당할 수 있게 되었다. 1930년대에는 에머슨(Emerson)에서 최초의 아르데코 선풍기("실버 스완")가 디자인되었다. 1940년대까지 인도의 크롬프턴 그리브스는 주로 인도, 아시아 및 중동 판매를 위한 세계 최대의 전기 천장 선풍기 제조업체가 되었다. 1950년대에는 탁상 및 스탠드 선풍기가 밝은 색상으로 제조되어 눈길을 끌었다. 천장 선풍기는 인도와 같은 남아시아 국가에서 더운 기후에서 비용 효율적인 냉각을 제공하여 매우 인기가 있다.
1960년대의 창문형 및 중앙 에어컨으로 인해 많은 회사가 선풍기 생산을 중단했지만, 1970년대 중반에 전기 요금 및 주택 냉난방에 사용되는 에너지 양에 대한 인식이 높아지면서, 세기 전환기 스타일의 천장 선풍기가 장식적이면서도 에너지 효율적인 측면에서 다시 인기를 얻게 되었다.
1998년 윌리엄 페어뱅크와 월터 K. 보이드(Walter K. Boyd)는 대용량 저속 선풍기를 발명했는데, 이는 긴 선풍기 날개를 저속으로 회전시켜 상대적으로 많은 양의 공기를 이동시켜 에너지 소비를 줄이도록 설계되었다.

### 사회적 영향
동력 선풍기가 널리 보급되기 전에는 선풍기 사용이 사회 계층 간의 사회적 분할과 관련이 있었다. 영국과 중국에서는 처음에는 의회 건물과 귀족 가정에만 설치되었다. 고대 이집트 (기원전 3150년)에서는 하인들이 파라오와 중요한 인물들에게 선풍기를 부채질해 주어야 했다.
인도와 같이 기온이 100 °F (38 °C)를 넘는 지역에서는 고객의 편의와 효율적인 작업 환경을 위해 스탠드형 및 박스형 전기 선풍기가 필수적이다. 전력 공급이 불안정한 지역에서는 선풍기가 태양열, 에너지 효율, 배터리 구동 방식으로 발전했다.
대한민국에서는 선풍기가 선풍기 사망설이라는 옛날이야기의 일부를 차지한다. 많은 나이든 한국인들은 과도한 전기 선풍기 사용으로 인한 선풍기 사망이라는 비과학적이고 근거 없는 미신을 믿으며; 한국 전기 선풍기는 일반적으로 선풍기 사망으로부터 보호하기 위해 몇 시간 후에 자동으로 꺼진다.
일반적인 실내 전기 선풍기는 50~100와트의 전력을 소비하는 반면, 에어컨 장치는 500~4000와트를 사용한다. 선풍기는 전기를 덜 사용하지만 공기를 식히지는 않고 단순히 땀의 증발 냉각을 제공한다. 상업용 선풍기는 에어컨 장치보다 시끄러우며 방해될 정도로 시끄러울 수 있다. 미국 소비자 제품 안전 위원회(U.S. Consumer Product Safety Commission)에 따르면, 박스 선풍기 관련 신고된 사건에는 화재(266건), 잠재적 화재(29건), 감전사(15건), 감전(4건), 전기 위험(2건)이 포함된다. 에어컨 장치 관련 부상은 주로 건물에서 떨어지는 것과 관련이 있다.

## 종류

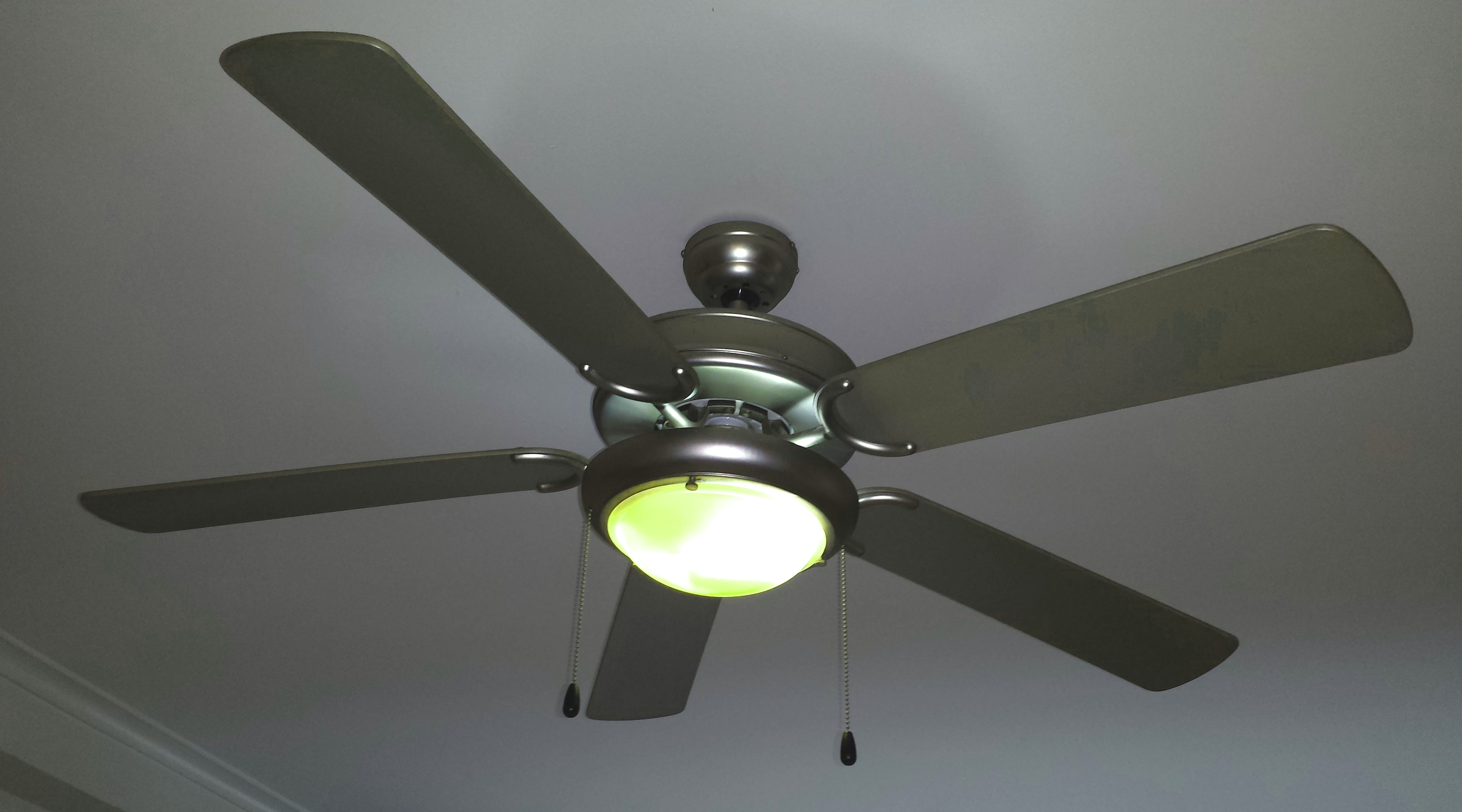
램프가 달린 천장 선풍기

기계식 회전 블레이드 선풍기는 다양한 디자인으로 만들어진다. 바닥, 탁자, 책상에 사용되거나 천장에 매달아(천장 선풍기) 사용할 수 있으며, 창문, 벽, 지붕 등에 내장될 수도 있다. 타워형 선풍기는 내부에 작은 날개를 가지고 있는 경향이 있다. 컴퓨터와 같이 상당한 열을 발생하는 전자 시스템에는 선풍기가 통합되어 있다. 헤어드라이어 및 공간 히터와 같은 가전제품도 선풍기를 사용한다. 이들은 에어컨 시스템과 자동차 엔진에서 공기를 이동시킨다. 실내에서 쾌적함을 위해 사용되는 선풍기는 열 전달 계수를 증가시켜 바람 냉각 효과를 생성하지만 온도를 직접 낮추지는 않는다. 전기 장비나 엔진 또는 기타 기계 내부의 장비를 냉각하는 데 사용되는 선풍기는 기계 외부의 더 시원한 환경으로 뜨거운 공기를 배출하여 더 시원한 공기가 유입되도록 함으로써 장비를 직접 냉각시킨다.
공기를 이동시키는 데 사용되는 세 가지 주요 유형의 선풍기는 축류형, 원심형(또는 방사형) 및 횡류형(또는 접선형)이다. 미국기계학회 성능 테스트 코드 11 (PTC)은 원심형, 축류형 및 혼합 흐름을 포함한 선풍기 테스트를 수행하고 보고하는 표준 절차를 제공한다.

### 축류형

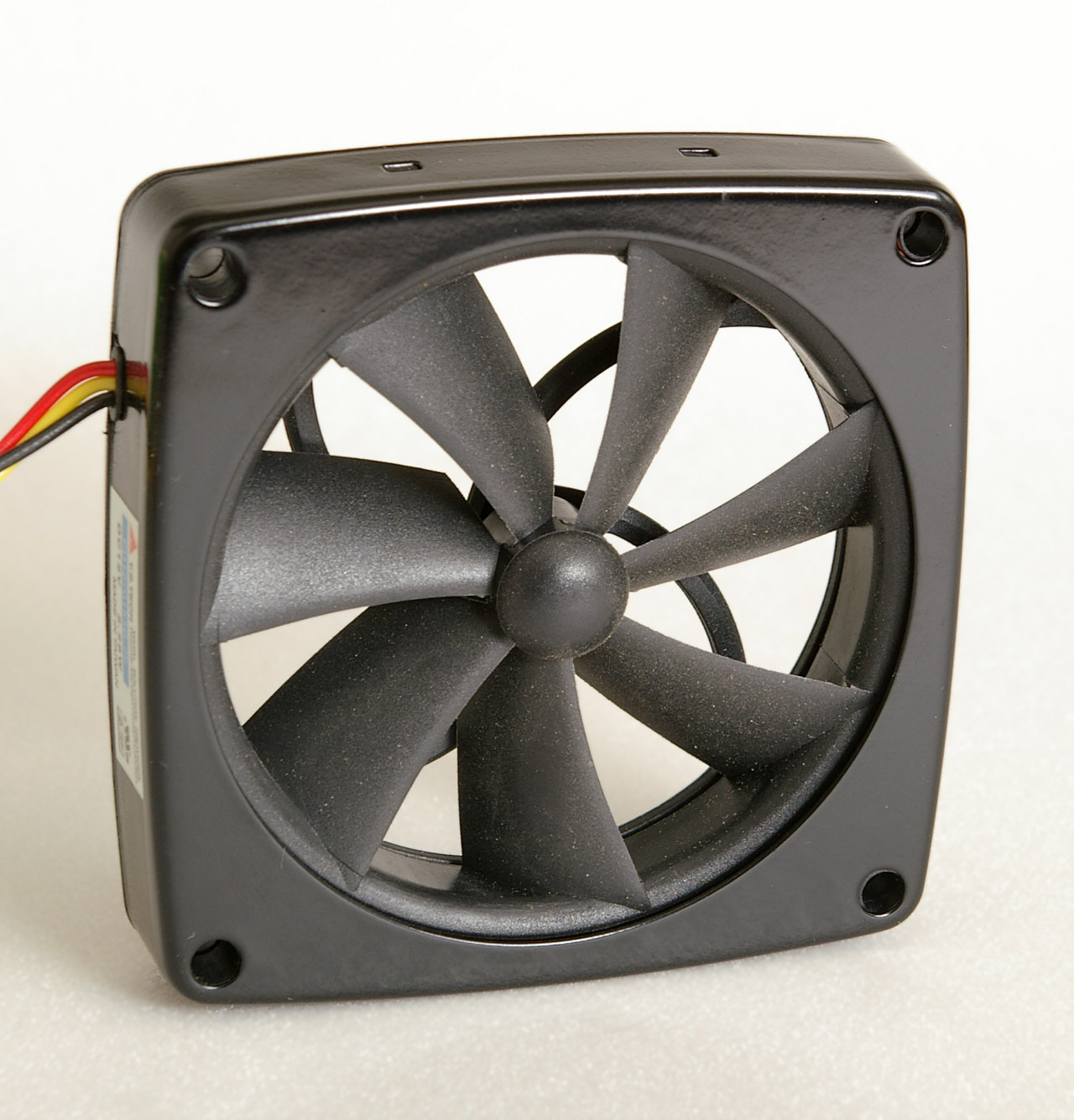
전기 장비 냉각용 축류형 박스 선풍기

축류형 선풍기는 날개가 날개 회전 축과 평행하게 공기를 밀어내는 방식이다. 이 유형의 선풍기는 전자제품의 작은 냉각 팬부터 냉각탑에 사용되는 거대한 팬까지 다양한 응용 분야에서 사용된다. 축류형 팬은 공기조화 및 산업 공정 응용 분야에 적용된다. 표준 축류형 팬은 직경이 300~400mm 또는 1,800~2,000mm이며 최대 800 파스칼의 압력에서 작동한다. 특별한 유형의 팬은 항공기 엔진의 저압 압축기 단계로 사용된다.
축류형 팬의 예시는 다음과 같다.
- 탁상 선풍기: 일반적인 탁상 선풍기의 기본 요소는 선풍기 날개, 받침대, 아마추어 및 리드 철사, 모터, 날개 안전 장치, 모터 하우징, 오실레이터 기어박스 및 오실레이터 샤프트이다. 오실레이터는 선풍기를 좌우로 움직이는 메커니즘이다. 아마추어 액슬 샤프트는 모터의 양쪽 끝에서 나오며; 샤프트의 한쪽 끝은 날개에 부착되고 다른 쪽 끝은 오실레이터 기어박스에 부착된다. 모터 케이스는 기어박스와 결합하여 로터와 스테이터를 포함한다. 오실레이터 샤프트는 가중 받침대와 기어박스를 결합한다. 모터 하우징은 오실레이터 메커니즘을 덮는다. 날개 가드는 안전을 위해 모터 케이스와 결합한다.
- 가정용 배기 팬: 벽 또는 천장 설치형으로, 가정용 배기 팬은 가정에서 습기와 정체된 공기를 제거하는 데 사용된다. 욕실 배기 팬은 일반적으로 4인치(100mm) 임펠러를 사용하며, 주방 배기 팬은 방이 더 크기 때문에 일반적으로 6인치(150mm) 임펠러를 사용한다. 5인치(125mm) 임펠러를 사용하는 축류형 팬도 더 큰 욕실에서 사용되지만, 훨씬 덜 흔하다. 가정용 축류형 배기 팬은 덕트 길이가 3m 또는 4m를 초과할 경우(덕트 굴곡 수에 따라 다름) 부적합하다. 긴 파이프워크에서 증가하는 공기압이 팬의 성능을 저해하기 때문이다.
- 연속 작동 배기 팬은 매우 느린 속도로 연속적으로 작동하며, 필요할 때 빠르게 작동한다(예: 욕실 조명이 켜질 때). 작동 속도에서는 일반 배기 팬과 같다. 일반적으로 연속 속도에서 초당 5~10리터를 배출하고 1~2와트의 전기를 사용하여 연간 비용이 적게 든다. 일부는 트리클 작동을 제어하기 위해 습도 센서를 가지고 있다. 이들은 환기를 보장하고 습기 축적을 방지하는 장점이 있다. 또는 동일한 목적을 위해 일반 배기 팬을 전체 전력으로 간헐적으로 작동하도록 장착할 수도 있다.[17] 추운 날씨에는 그들이 있는 방이나 문이 열려 있다면 집을 눈에 띄게 식힐 수 있다.[18]
- 전자기 팬: 수집가들 사이에서는 상태, 크기, 연령, 날개 수에 따라 평가된다. 4날 디자인이 가장 흔하다. 5날 또는 6날 디자인은 희귀하다. 황동과 같이 부품을 만드는 재료는 팬의 매력을 결정하는 중요한 요소이다.
- 천장 선풍기는 방의 천장에 매달려 있는 선풍기이다. 대부분의 천장 선풍기는 비교적 낮은 속도로 회전하며, 접근하기 어렵고 다루기 불편하기 때문에 날개 보호대가 없다. 천장 선풍기는 주거용 및 산업/상업용 환경에서 모두 사용된다.
- 자동차에서 기계 또는 전기 구동 팬은 엔진 냉각을 제공하고 냉각수로 채워진 라디에이터 (엔진 냉각)를 통해 공기를 불어 넣거나 끌어들여 엔진이 과열되는 것을 방지한다. 팬은 벨트와 풀리로 엔진의 크랭크축에서 구동되거나 온도조절기 개폐기에 의해 켜고 꺼지는 전동기로 구동될 수 있다.
- 전기 부품 냉각을 위한 컴퓨터 팬 및 노트북 냉각기.
- 앰프 (음향기기) 내부의 팬은 전기 부품에서 열을 배출하는 데 도움이 된다.
- 가변 피치 팬: 가변 피치 팬은 공급 덕트 내의 정압을 정밀하게 제어하는 데 사용된다. 날개는 제어 피치 허브를 따라 회전하도록 배열되어 있다. 팬 휠은 일정한 속도로 회전한다. 날개는 제어 피치 허브를 따른다. 허브가 로터 쪽으로 움직이면 날개의 영각이 증가하고 유량이 증가한다.

### 원심형
흔히 "다람쥐 케이지" (애완용 설치류의 쳇바퀴와 외관이 전반적으로 유사하기 때문) 또는 "스크롤 팬"이라고 불리는 원심형 선풍기는 와선 또는 갈비뼈를 형성하는 한 세트의 날개가 중앙 샤프트 주위에 배치된 움직이는 부품(임펠러라고 함)을 가지고 있다. 원심형 팬은 팬 흡입구에 수직으로 공기를 불어넣고 공기를 외부로 회전시켜 배출구로 보낸다(편향 및 원심력에 의해). 임펠러가 회전하면 공기가 샤프트 근처에서 팬으로 유입되고 샤프트에서 스크롤 모양의 팬 케이스의 개구부로 수직으로 이동한다. 원심형 팬은 주어진 공기량에 대해 더 많은 압력을 생성하며, 송풍기, 헤어드라이어, 에어 매트리스 팽창기, 풍선 구조물, 공기조화기술의 공기조화기 및 다양한 산업용 목적으로 바람직한 곳에서 사용된다. 이들은 일반적으로 유사한 축류형 팬보다 시끄럽다(일부 유형의 원심형 팬은 공기조화기와 같이 더 조용하지만).

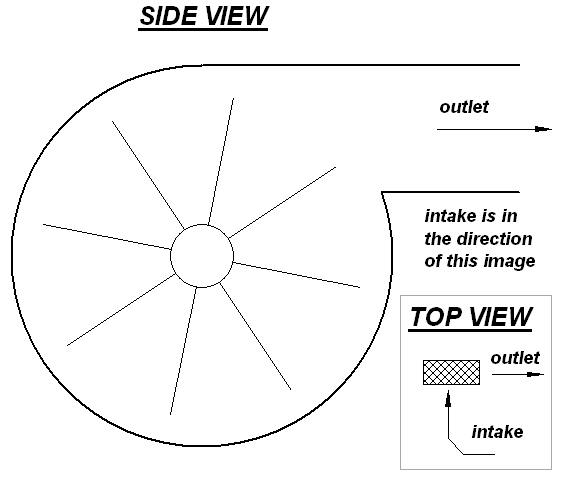
공기 흐름을 보여주는 상단 뷰가 있는 원심형 팬 다이어그램
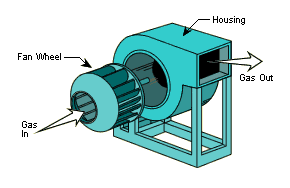
일반적인 원심형 팬
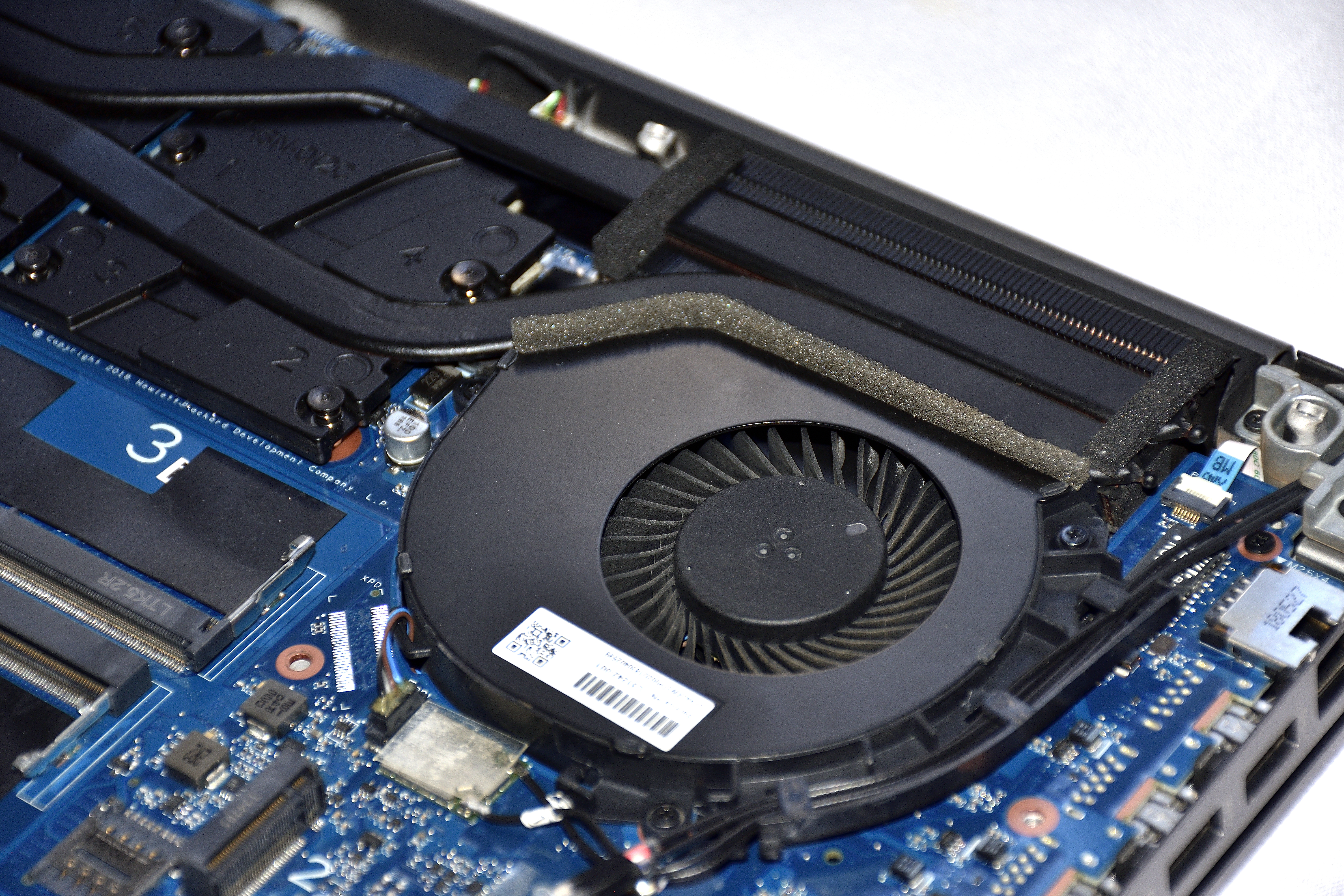
노트북에 설치된 원심 냉각 팬. 팬은 한 쌍의 히트 파이프를 포함하는 핀 스택 위로 공기를 밀어낸다.

### 횡류형

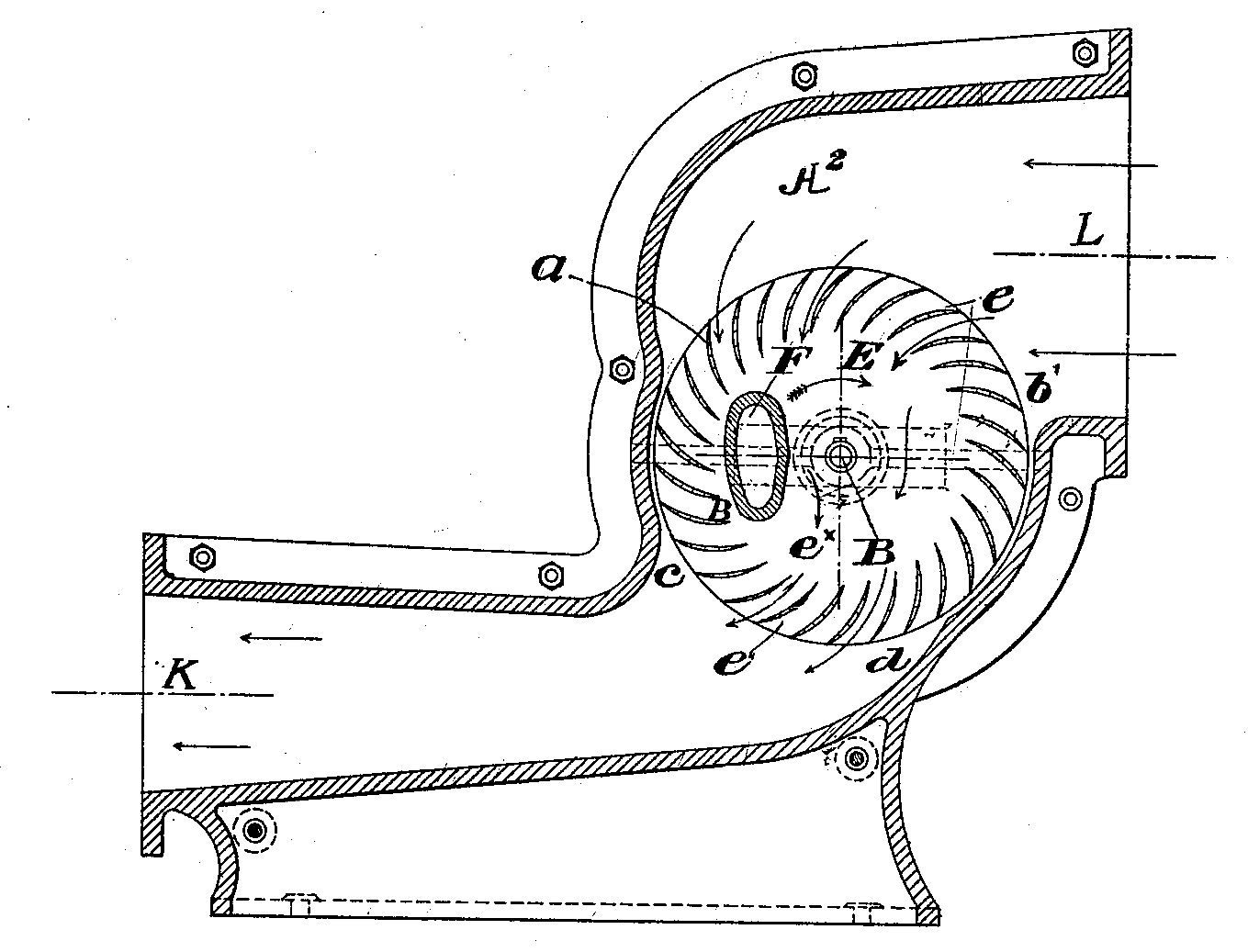
1893년 특허에서 발췌한 횡류형 팬의 단면도. 시계 방향으로 회전한다. 스트림 가이드 F는 일반적으로 현대 구현에서는 존재하지 않는다.

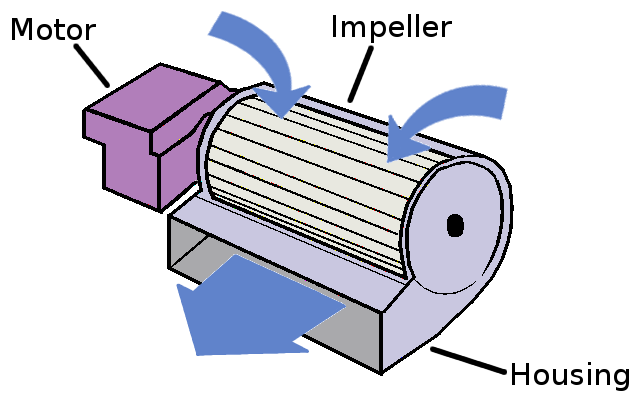
횡류형 팬

교차 흐름 또는 접선 팬(때로는 관형 팬이라고도 함)은 1893년 라이오넬 하이타워(Lionel Hightower)가 특허를 받았으며, 공기조화기술 (HVAC), 특히 덕트 없는 분리형 에어컨에 광범위하게 사용된다. 팬은 일반적으로 직경에 비해 길어서 끝단에서 멀리 떨어진 곳에서는 흐름이 대략 2차원적으로 유지된다. 횡류형 팬은 후면 벽과 소용돌이 벽으로 구성된 하우징에 배치된 전향 곡선형 블레이드를 가진 임펠러를 사용한다. 방사형 기계와 달리 주 흐름은 임펠러를 가로질러 횡단하며 블레이드를 두 번 통과한다.
횡류형 팬 내부의 흐름은 세 가지 구별되는 영역으로 나눌 수 있다. 팬 배출구 근처의 와류 영역(편심 와류라고 함), 통과 흐름 영역, 그리고 바로 반대편의 패들링 영역이다. 와류 및 패들링 영역 모두 소산성으로, 결과적으로 임펠러의 일부만 흐름에 유용한 작업을 전달한다. 따라서 횡류형 팬 또는 횡단 팬은 2단계 부분 입사 기계이다. HVAC에서 횡류형 팬의 인기는 그 컴팩트함, 모양, 조용한 작동 및 높은 압력 계수를 제공하는 능력에서 비롯된다. 입구 및 출구 형상 측면에서 실질적으로 직사각형 팬이며, 직경은 사용 가능한 공간에 맞게 쉽게 조정할 수 있고, 길이는 특정 응용 분야의 유량 요구 사항을 충족하도록 조정할 수 있다.
일반적인 가정용 타워형 선풍기도 횡류형 선풍기이다. 초기 연구의 대부분은 고유량 및 저유량 조건 모두에 대한 횡류형 팬 개발에 집중되었으며, 수많은 특허로 이어졌다. 주요 기여는 코스터(Coester), 일베르크와 사데(Ilberg and Sadeh), 포터와 마크랜드(Porter and Markland), 에크(Eck)에 의해 이루어졌다. 횡류형 팬에 특유한 흥미로운 현상 중 하나는 블레이드가 회전함에 따라 국부 공기 입사각이 변한다는 것이다. 그 결과 특정 위치에서는 블레이드가 압축기(압력 증가) 역할을 하는 반면, 다른 방위각 위치에서는 블레이드가 터빈(압력 감소) 역할을 한다.
흐름이 임펠러를 방사형으로 진입하고 이탈하기 때문에 횡류형 팬은 항공기 응용 분야에서 잠재적인 활용 가능성이 연구되고 시제품 제작이 이루어지고 있다. 흐름의 2차원적 특성으로 인해 팬은 추진력 생산과 경계층 제어 모두에 사용될 수 있도록 날개에 통합될 수 있다. 날개 앞전에 위치한 횡류형 팬을 활용하는 구성은 1997년경 처음 개발되어 같은 이름의 회사에서 개발 중인 팬윙 디자인 개념이다. 이 디자인은 팬의 회전 방향으로 인해 후류를 아래쪽으로 편향시켜 큰 마그누스 효과를 생성하며, 이는 회전하는 앞전 실린더와 유사하다. 추진력 및 흐름 제어를 위해 횡류형 팬을 활용하는 또 다른 구성은 1990년대와 2000년대에 처음 개발된 또 다른 실험 개념 시제품인 추진 날개이다. 이 디자인에서는 횡류형 팬이 두꺼운 날개의 뒷전 근처에 배치되어 날개의 흡입(상단) 표면에서 공기를 빨아들인다. 이렇게 함으로써 추진 날개는 극히 높은 영각에서도 거의 실속이 발생하지 않아 매우 높은 양력을 생성한다. 그러나 팬윙 및 추진 날개 개념은 여전히 실험적이며 무인 시제품에만 사용되었다.
횡류형 팬은 공기가 직각으로 흐르는 대신 팬을 가로질러 곧장 흐르는 원심형 팬이다. 횡류형 팬의 로터는 압력 차이를 만들기 위해 덮여 있다. 횡류형 팬은 임펠러 외부에 두 개의 벽과 내부에 두꺼운 와류 벽을 가지고 있다. 방사형 간격은 임펠러 회전 방향으로 감소한다. 후면 벽은 로그-나선형 프로필을 가지며, 와류 안정기는 둥근 가장자리를 가진 얇은 수평 벽이다. 그 결과 발생하는 압력 차이는 팬 날개가 회전하는 한쪽에서 공기 흐름을 막고 있음에도 불구하고 공기가 팬을 곧장 통과하도록 허용한다. 횡류형 팬은 팬의 전체 너비를 따라 공기 흐름을 제공하지만, 일반적인 원심형 팬보다 시끄럽다. 횡류형 팬은 덕트 없는 에어컨, 에어커튼, 일부 유형의 노트북 냉각기, 자동차 환기 시스템, 그리고 복사기와 같은 중형 장비의 냉각에 자주 사용된다.

### 블레이드 없는 선풍기

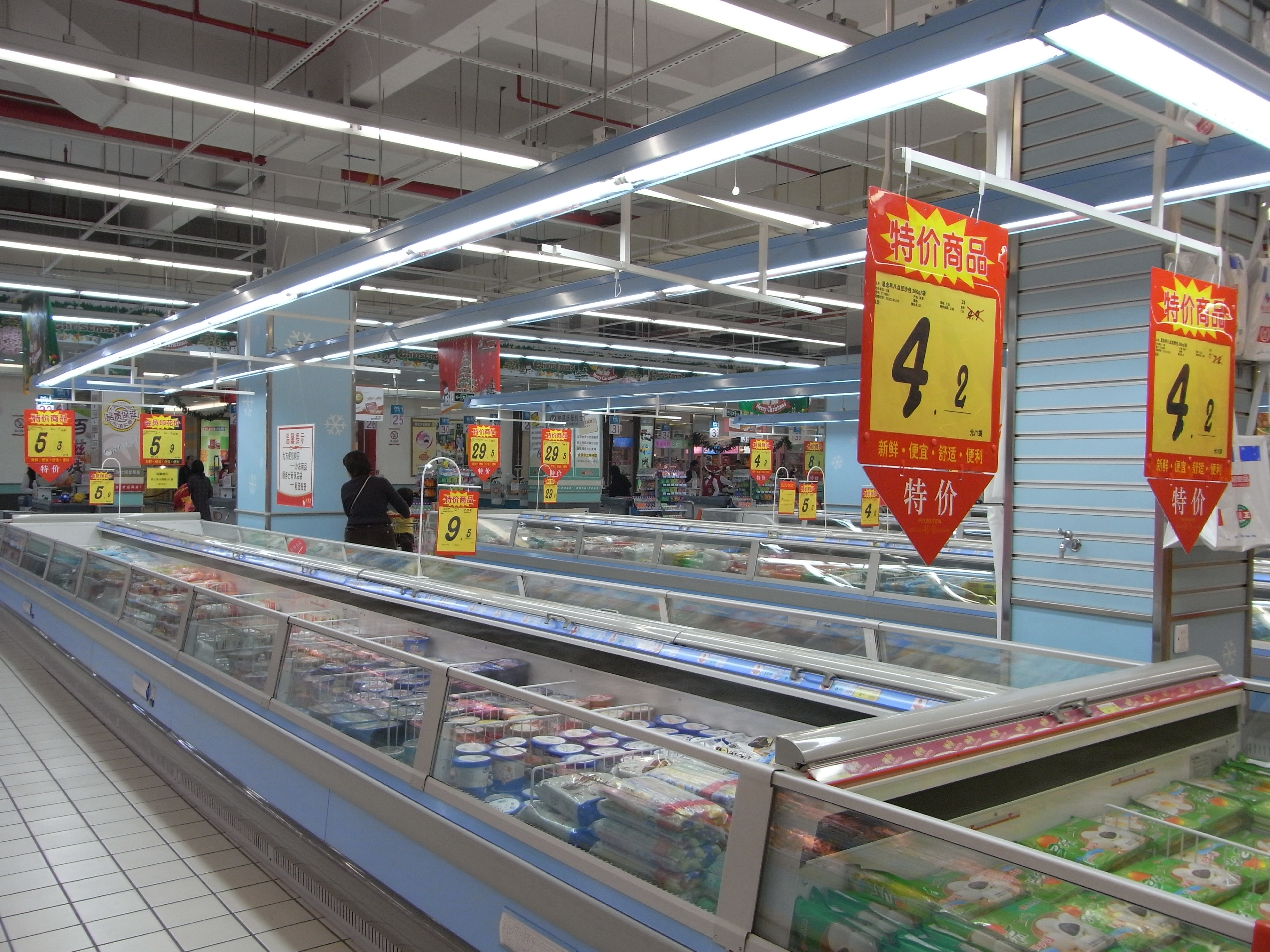
개방형 슈퍼마켓 냉동고와 에어커튼. 냉동고 뒤쪽에 보이는 어두운 틈과 앞쪽에는 보이지 않는 다른 그릴을 통해 냉각 공기가 식품을 가로질러 순환한다.

2009년 소비자 시장에 출시된 다이슨 에어 멀티플라이어 선풍기는 1981년 도시바의 디자인을 대중화시킨 것으로, 노출된 선풍기 날개나 다른 눈에 보이는 움직이는 부품이 없는 선풍기를 생산한다(진동 및 방향 조절과 같은 다른 기능으로 보강되지 않은 한). 노출되지 않고 베이스 안에 들어있는 고압 블레이드 임펠러 팬에서 나오는 비교적 적은 양의 공기가 익형 표면 형상(코안다 효과)으로 생성된 저압 영역을 통해 더 큰 공기 덩어리의 더 느린 흐름을 유도한다.
에어커튼은 또한 이러한 효과를 활용하여 덮개나 문이 없는 노출된 공간 내에 따뜻하거나 시원한 공기를 유지하는 데 도움을 준다. 에어커튼은 일반적으로 개방형 유제품, 냉동고, 채소 진열대에 사용되어 진열대 개구부를 가로질러 순환하는 층류 공기 흐름을 사용하여 캐비닛 내에 냉각된 공기를 유지하는 데 도움을 준다. 공기 흐름은 일반적으로 이 문서에 설명된 모든 유형의 기계식 팬에 의해 생성되며, 진열 캐비닛 바닥에 숨겨져 있다. 공기조화기술 선형 슬롯 디퓨저도 이 효과를 활용하여 레지스터에 비해 방 전체에 공기 흐름을 균등하게 증가시키는 동시에 공기조화기 송풍기가 사용하는 에너지를 줄인다.

## 설치
선풍기는 적용 분야에 따라 다양한 방식으로 설치될 수 있다. 종종 하우징 없이 자유로운 설치로 사용된다. 또한 일부 특수 설치도 있다.

### 덕트 팬
차량에서 덕트 팬은 공기역학적 덕트 또는 슈라우드로 둘러싸인 팬, 프로펠러 또는 로터가 차량을 운반하기 위한 공기역학적 추력 또는 양력을 생성하도록 성능을 향상시키는 추진 방식이다.

### 제트 팬
환기 시스템에서 제트 팬(임펄스 또는 유도 팬으로도 알려짐)은 주변 공기를 끌어들여 순환시키는 공기 흐름을 배출한다. 이 시스템은 기존 환기 덕트보다 공간을 덜 차지하며 신선한 공기의 유입률과 정체된 공기의 배출률을 크게 높일 수 있다.

## 소음
선풍기는 날개와 장애물 주변의 빠른 공기 흐름으로 인한 와류, 그리고 모터에서 발생하는 소음을 낸다. 선풍기 소음은 선풍기 속도의 5제곱에 대략 비례한다. 속도를 절반으로 줄이면 소음이 약 15 데시벨 감소한다.
선풍기 소음의 인지되는 크기는 소음의 주파수 분포에 따라 달라진다. 이는 움직이는 부품, 특히 날개의 모양과 분포, 그리고 고정된 부품, 특히 지지대의 모양과 분포에 따라 달라진다. 타이어 트레드와 유사하게, 음향 분산기의 원리와 비슷하게 불규칙한 모양과 분포는 소음 스펙트럼을 평탄하게 하여 소음을 덜 방해하게 만들 수 있다.
팬의 흡입구 모양 또한 팬에서 발생하는 소음 수준에 영향을 미칠 수 있다.

## 최적 사용 온도
선풍기를 사용하여 냉각하는 최적의 온도는 불확실하다. 선풍기는 증발 냉각을 통해 체온을 낮추는 데 일반적으로 사용되지만, 움직이는 공기의 대류 효과가 이러한 이점을 상쇄할 수 있는 지점이 있다. 선풍기 사용이 해로울 수 있는 이 온도는 현재 알려져 있지 않다.
보건 당국은 고온에서의 선풍기 사용에 대해 다양한 지침을 제공한다. 미국 질병통제예방센터(CDC)는 기온이 32.2°C (90°F)를 초과할 때 선풍기 사용을 권장하지 않는 반면, 세계보건기구(WHO)는 40°C (104°F) 이상에서는 선풍기 사용을 피할 것을 제안한다.
최근 연구는 이 문제에 대해 더 많은 정보를 제공했지만, 그 결과는 다소 모순된다. 한 연구는 35°C (95°F) 이상에서 선풍기 사용의 추가적인 이점이 제한적이라고 보고한 반면, 다른 연구는 38°C (100°F)에서 선풍기를 사용한 노인들 사이에서 심장 스트레스가 31% 감소했다고 보고했다.

## 팬 모터 구동 방식

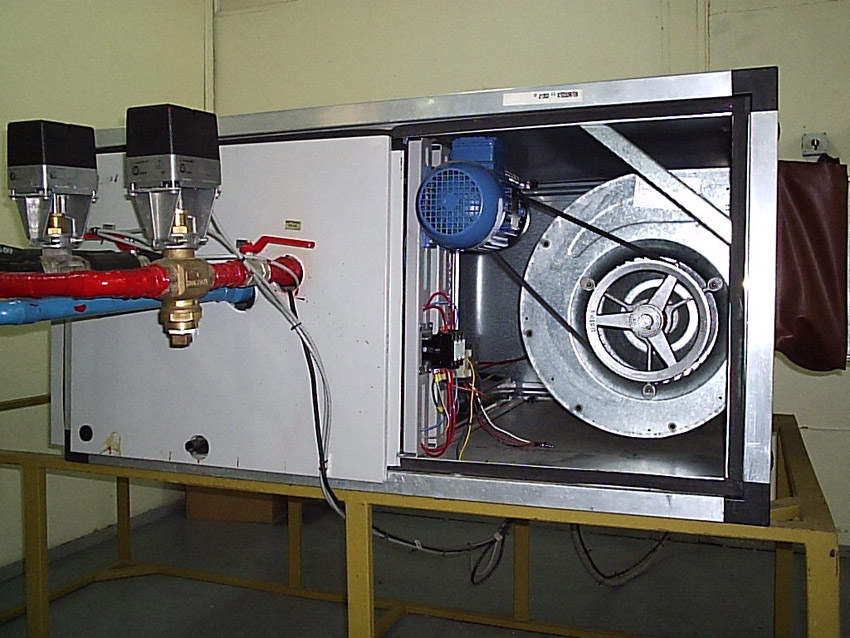
건물 난방 및 냉방 시스템은 일반적으로 벨트로 연결된 별도의 전동기에 의해 구동되는 송풍기를 사용한다.

독립형 선풍기는 일반적으로 전동기로 구동되며, 종종 기어나 벨트 없이 모터 출력에 직접 연결된다. 모터는 선풍기 중앙 허브에 숨겨져 있거나 뒤로 튀어나와 있다. 대형 산업용 팬의 경우 3상 비동기 모터가 일반적으로 사용되며, 팬 근처에 배치되어 벨트와 풀리를 통해 구동할 수 있다. 소형 선풍기는 종종 셰이디드 폴 AC 모터 또는 브러시드 또는 브러시리스 DC 모터로 구동된다. AC 구동 선풍기는 일반적으로 주전원 전압을 사용하는 반면, DC 구동 선풍기는 일반적으로 저전압(일반적으로 24V, 12V 또는 5V)을 사용한다.
팬은 종종 별도로 전원을 공급받는 대신 회전하는 부품이 있는 기계에 연결된다. 이는 내연기관이 있는 자동차, 대형 냉각 시스템, 기관차 및 까부르기 기계에서 흔히 볼 수 있으며, 팬은 구동축 또는 벨트와 풀리를 통해 연결된다. 또 다른 일반적인 구성은 이중 축 모터로, 축의 한쪽 끝은 메커니즘을 구동하고 다른 쪽 끝에는 모터 자체를 냉각하기 위한 팬이 장착되어 있다. 창문형 에어컨은 일반적으로 이중 축 팬을 사용하여 장치의 내부 및 외부 부분에 대해 별도의 팬을 작동시킨다.
전기나 회전 부품을 쉽게 사용할 수 없는 곳에서는 다른 방법으로 팬을 구동할 수 있다. 증기 같은 고압 가스는 작은 터빈을 구동할 수 있고, 고압 액체는 펠톤수차를 구동할 수 있으며, 이들 중 어느 것이든 팬의 효율적인 작동에 필요한 회전 구동력을 제공할 수 있다.
흐르는 강과 같은 크고 느리게 움직이는 에너지원도 수차와 일련의 감속 기어 또는 풀리를 사용하여 팬에 동력을 공급하여 효율적인 팬 작동에 필요한 회전 속도를 높일 수 있다.

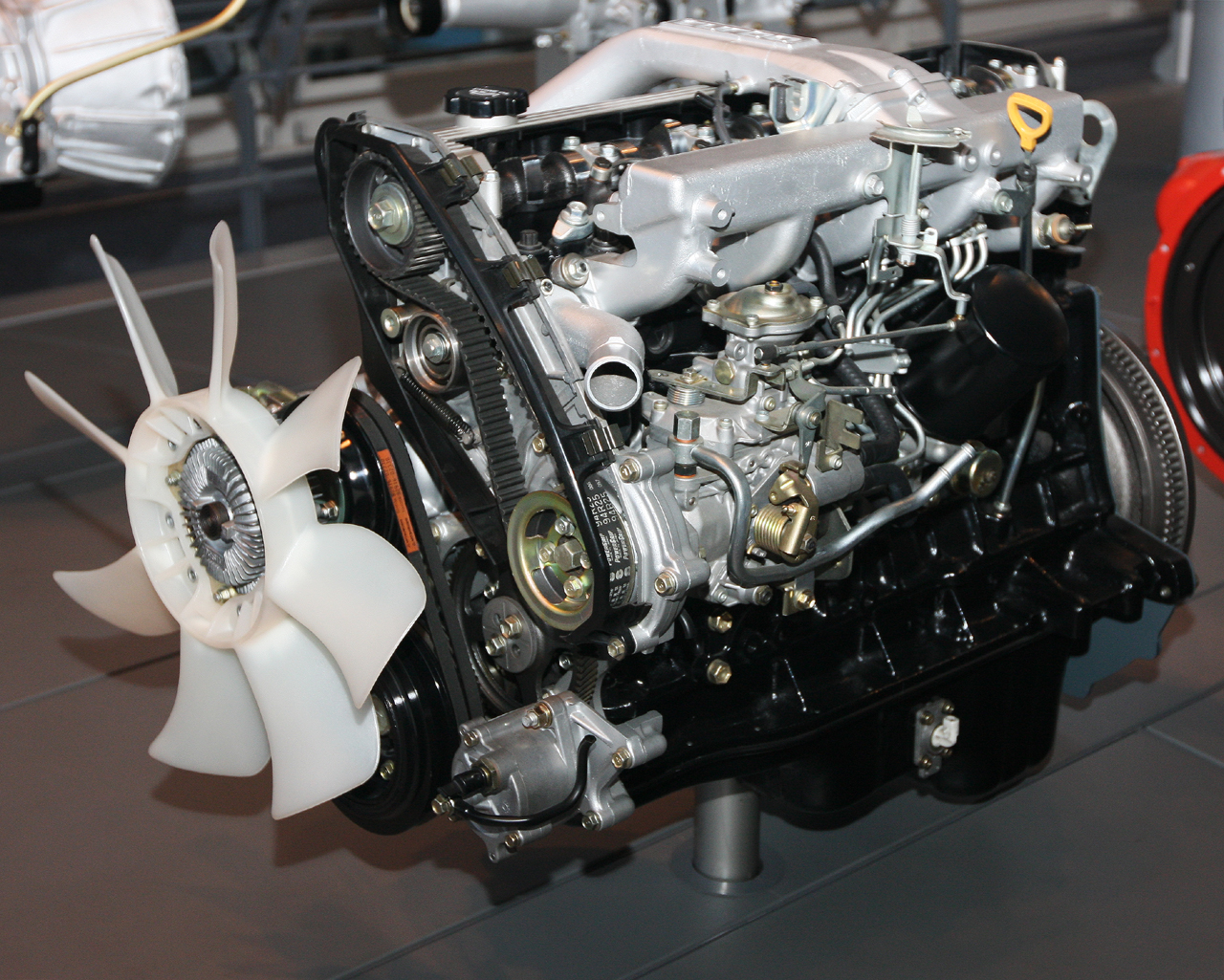
내연기관은 때때로 엔진 냉각 팬을 직접 구동하거나 별도의 전동기를 사용할 수 있다.
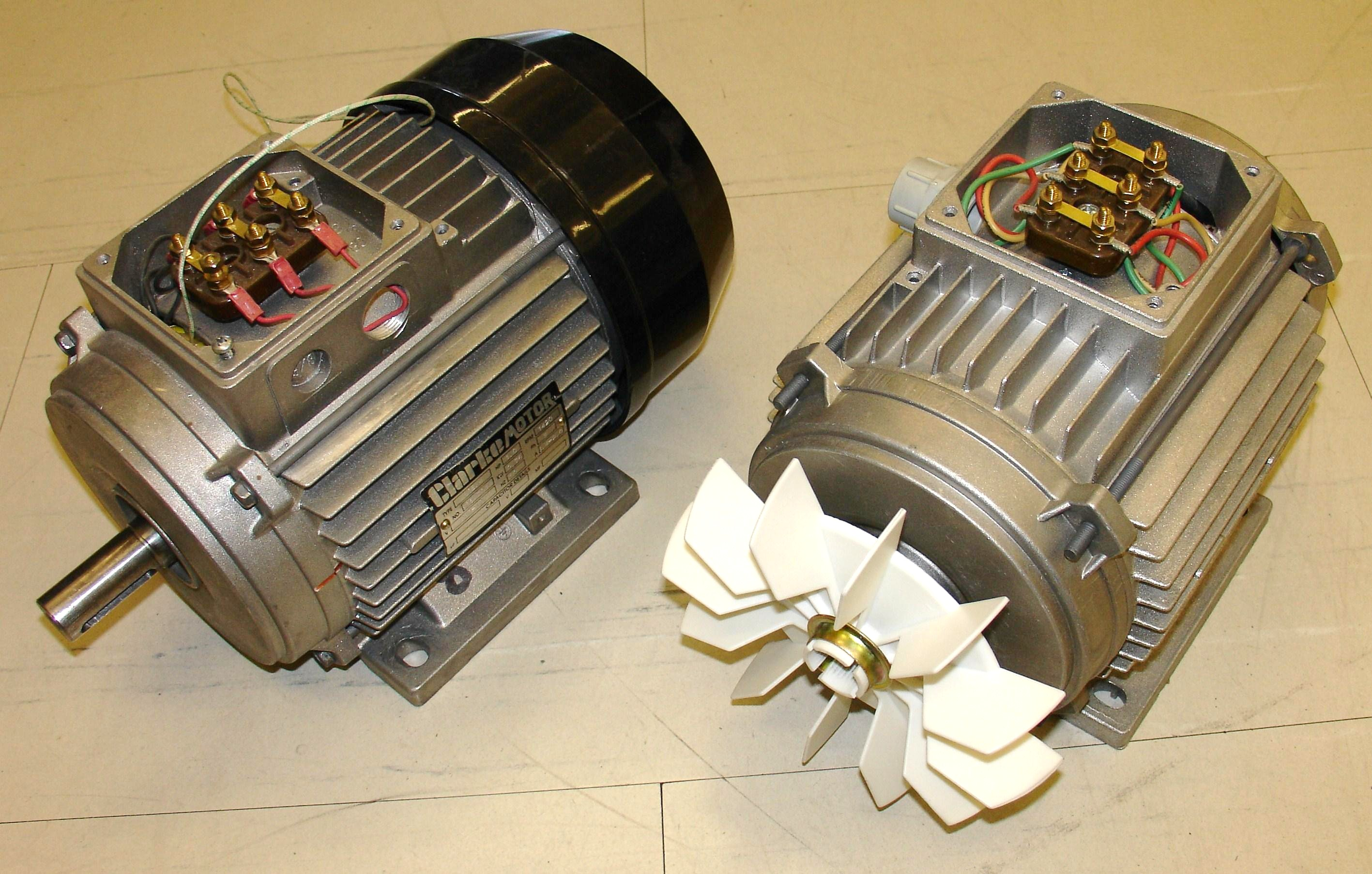
대형 전동기는 후면 또는 케이스 내부에 냉각 팬을 가질 수 있다. (검은색 후면 덮개가 제거된 상태로 표시됨.)
창문형 에어컨의 이중 축 팬 모터

### 태양열
환기용 전기 팬은 주전류 대신 태양 전지판으로 구동될 수 있다. 태양 전지판의 자본 비용이 충당되면 결과적으로 전기가 무료이기 때문에 이는 매력적인 옵션이다. 맑은 날씨에 환기 필요성이 가장 크다면 태양열 팬이 적합할 수 있다.
일반적인 예는 분리형 10-와트, 12 in × 12 in (30 cm × 30 cm) 태양 전지판을 사용하며 적절한 브래킷, 전원 케이블, 전기 단자와 함께 제공된다. 이 시스템은 최대 1,250 제곱피트 (116 m2)의 넓이를 환기할 수 있으며 최대 800 cubic feet per minute (400 L/s)의 공기를 이동할 수 있다. 12V 브러시리스 모터의 폭넓은 가용성과 낮은 전압 배선의 편리함 때문에 이러한 팬은 일반적으로 12 볼트에서 작동한다.
분리된 태양 전지판은 일반적으로 가장 많은 햇빛을 받는 곳에 설치된 다음, 최대 25 피트 (8 m) 떨어진 곳에 장착된 팬에 연결된다. 다른 영구 장착형 및 소형 휴대용 팬에는 통합된(분리 불가능한) 태양 전지판이 포함되어 있다.

## 같이 보기
- 죽부인
- 부채
- 에어컨(냉방/난방)
- 선풍기 사망설
- 에어커튼(냉방/난방)
- 휴대용 선풍기(휴대전화 비슷함)
- 히터(전자 기기)